# Mohamed Lemine Ould El-Hassen
Mohamed Lemine Ould El-Hassen, dit Abdallah Al-Chinguetti, né en 1981, tué en 2013 lors de l'opération Serval, est un  djihadiste mauritanien, émir de la katiba Al Fourghan d'Al-Qaïda au Maghreb islamique.

## Biographie
Titulaire en 2006 d'un diplôme de l'Institut supérieur d'études et de recherches islamiques, il est emprisonné lorsqu'il présente sa thèse, en raison de son appartenance à un des groupes djihadiste, pendant la présidence de Ely Ould Mohamed Vall.
Engagé dans la rébellion salafiste au Maghreb et la guerre du Mali dans les rangs d'AQMI, il est à la tête d'une centaine d'hommes et est également porte-parole pour la région sud,.
Le 24 juin 2011, il aurait commandé les forces salafistes lors du combat de Wagadou contre les armées mauritaniennes et maliennes.
En octobre 2012, contacté par des journalistes de France 2, il affirme que les otages français sont « bien traité » mais il dénonce la fin des négociations, arrêtées selon lui par la France.
Il est promu en novembre 2012 au commandement de la katiba Al Fourghan en remplacement de Djamel Okacha, lui-même promu au commandement de la zone du Sahara. Il est le premier Mauritanien nommé à la tête d'une brigade ou katiba. Celle-ci se prénomme Al Fourghan. Elle est essentiellement active sur les zones frontalières, séparant la Mauritanie et le Mali, et est principalement composée de Mauritaniens.
Mohamed Lemine Ould El-Hassen est tué par les forces spéciales françaises le 24 février 2013 lors du combat du Timétrine.
Le 16 juin 2013, AQMI confirme officiellement la mort Mohamed Lemine Ould El-Hassen, dit Abdallah Ac-Chinguitty, ainsi que celle d'Abou Zeid. Le communiqué ne précise pas la date, ni le lieu de leur mort, mais indique juste qu'ils ont été tués lors « des derniers engagements avec les forces ennemies au nord du Mali ».
Le 23 septembre, AQMI annonce dans un communiqué qu'Abderrahmane Talha, un Mauritanien, succède à Lemine Ould El-Hassen à la tête de la katiba Al Fourghan.